# Морган, Льюис (футболист)
Лью́ис Мо́рган (англ. Lewis Morgan; род. 30 сентября 1996, Пейсли) — шотландский футболист, вингер клуба «Нью-Йорк Ред Буллз» и национальной сборной Шотландии. Участник чемпионата Европы 2024.

## Клубная карьера
Морган — воспитанник клубов «Рейнджерс» и «Сент-Миррен». 27 сентября 2014 года в матче против «Селтика» он дебютировал в шотландском Премьершипе в составе последнего. По итогам сезона клуб вылетел из элиты. 1 мая 2016 года в поединке против родного «Рейнджерс» Льюис забил свой первый гол за «Сент-Миррен». В начале 2018 года Морган подписал «Селтиком» контракт на 4,5 года, но ещё на полгода остался в «Сент-Миррене» и помог клубу выйти в элиту, забив 14 голов. В сентябре в матче против «Килмарнока» он дебютировал за «кельтов». 31 января 2019 года Морган отправился в аренду в клуб английской Лиги один «Сандерленд» до конца сезона.
31 января 2020 года Морган перешёл в американский клуб «Интер Майами», новичок лиги MLS. 1 марта он сыграл в матче стартового тура сезона 2020 против «Лос-Анджелеса», ставшем для «Интер Майами» дебютом в MLS. 9 сентября в матче против «Атланты Юнайтед» он забил свои первые голы за «Интер Майами», сделав дубль. По итогам сезона 2020 он был признан самым ценным игроком клуба. 8 марта 2021 года Морган продлил контракт с «Интер Майами».
12 декабря 2021 года Морган был приобретён «Нью-Йорк Ред Буллз» за $1,2 млн в общих распределительных средствах. За «Ред Буллз» он дебютировал 26 февраля 2022 года в матче стартового тура сезона против «Сан-Хосе Эртквейкс», отметившись голевой передачей. 5 марта в матче против «Торонто» он забил свои первые голы за «Ред Буллз», оформив хет-трик, за что был назван игроком недели в MLS. По итогам сезона 2022 он был признан самым ценным игроком клуба. 13 января 2023 года Морган подписал с «Нью-Йорк Ред Буллз» новый трёхлетний контракт до конца сезона 2025 с опцией продления на сезон 2026.

## Международная карьера
29 мая 2018 года в товарищеском матче против сборной Перу Морган дебютировал за сборную Шотландии, выйдя на замену во втором тайме вместо Мэтта Филлипса.
В июне 2024 года был включён в состав на чемпионат Европы 2024 в Германии.

## Достижения
Командные
 «Селтик»
- Обладатель Кубка шотландской лиги: 2019/20